# Dasylabris maura
Dasylabris maura – gatunek błonkówki z rodziny żronkowatych i podrodziny Sphaeropthalminae.
Gatunek opisany w 1758 roku przez Karola Linneusza jako Mutilla maura.
Błonkówka o ciele długości od 7 do 14 mm u samic i od 10 do 15 mm u samców. Głowa czarna, a tułów zwykle czerwony. Na drugim tergicie obecne dwie białe plamy u nasady i srebrna przepaska na końcu, która u samic jest szeroko przerwana. Trzeci tergit u samicy czarny, a u samca biało owłosiony.
Pasożyt larw takich gatunków jak Eumenes arbustorum, Sphex occitanicus i Ammophila heydeni.
Występuje w większości Europy (z wyjątkiem północy), w tym w Polsce. Ponadto znany z Afryki Północnej, Bliskiego Wschodu i wschodniej Palearktyki.
Wyróżnia się podgatunki:
- Dasylabris maura carinulata (Dalla Torre, 1897)
- Dasylabris maura clausa (Lepeletier, 1845)
- Dasylabris maura maura (Linnaeus, 1758)
- Dasylabris maura sungora (Pallas, 1773)